# 竹内真二 (実業家)
竹内 真二（たけうち しんじ、1976年(昭和51年) 2月10日 - ）は、日本の実業家・投資家。
くじらキャピタル株式会社代表取締役。株式会社金井酒造店代表取締役会長。株式会社アーバンビルシステム代表取締役会長。加州産業株式会社取締役。

## 経歴・人物
神奈川県横浜市金沢区出身。銀行員だった父親の仕事の関係で、幼少期をタイ、バーレーン、イギリスなどで過ごし、中学より米国ハワイ州で育つ。
米国ハワイ州ホノルルKalani High School卒業。カリフォルニア州Claremont McKenna College卒業後、リーマン・ブラザーズ証券東京支店投資銀行本部に入社。
1999年、モルガン・スタンレー証券に転職しM＆Aなどの業務に従事。当時の同期に社会起業家の小林りん、1年後輩に南壮一郎がいた。